# Wolfgang Baumgart
Wolfgang Baumgart   (Inheiden, 23 d'octubre de 1949 - 21 de febrer de 2011) fou un jugador d'hoquei sobre herba alemany, que va competir sota bandera de la República Federal Alemanya durant les dècades de 1960 i 1970.
El 1968 va prendre part en els Jocs Olímpics d'Estiu de Ciutat de Mèxic, on fou quart en la competició d'hoquei sobre herba. Quatre anys més tard, als Jocs de Munic, va guanyar la medalla d'or en la mateixa competició. Durant la seva carrera esportiva va jugar 65 partits amb la selecció alemanya entre 1968 i 1973.
A nivell de clubs va jugar al SC Frankfurt 1880, amb qui guanyà la lliga d'Alemanya Occidental de 1968, 1969 i 1970 i la Copa d'Europa de 1971 a 1975.